# Østersøbadet (Flensborg)
Østersøbadet (dansk) eller Ostseebad (tysk) er en strand med tilstødende skovareal beliggende i Klus i Nordstaden i det nordvestlige Flensborg i Sydslesvig i delstaten Slesvig-Holsten i det nordlige Tyskland.
Østersøbadet opstod som følge af et lokalt initiativ fra den flensborgske læge Peter Henningsen. Formålet var at oprette et friluftsbad ved fjorden og dermed at udkonkurrere kurstranden i Lyksborg. Østersøbadets beliggenhed i udkanten af byen i et vindbeskyttet område ved fjordens vestlige ende var velvalgt. Der byggedes to badebroer (en for mænd og en for kvinder) samt en skibsbro til fjorddamperne. Østersøbadet blev snart en af byens mest populære badestrande. Formålet at indhente Lyksborg kurstrand lykkedes dog ikke, ikke mindst på grund af det nærliggende skibsværft. I 1880 solgte han friluftsbadet til Flensborg kommune. Til badestedet hørte også et højt beliggende værtshus, der blev næsten et vartegn for området. Da byens vandværk blev udvidet i 1905 flyttede badestranden og restaurationen lidt mod nord. Værstshuset fungerede i en tid endnu som kantine für skibsværftet.
Fra stranden er der udsigt til marineskolen i Mørvig og til den danske side af Flensborg Fjord. I 1980 opførtes den nuværende redningsstation med forsynings- og lagerbygninger. Østersøbadvej (Ostseebadweg) har fået navn efter badestedet, den blev anlagt i 1875 som forbindelsesgade fra Aabenraavej.